# Aggression Continuum: The Instrumentals
Aggression Continuum: The Instrumentals, es una versión completamente instrumental del álbum, Aggression Continuum, de la banda de metal industrial Fear Factory. Publicado el 17 de septiembre de 2021 a través del sello Nuclear Blast. Disponible exclusivamente en formato digital.
Cazares habló sobre el álbum instrumental y dijo: "Una de las principales razones por las que lo estamos haciendo es porque, por cómo está Internet hoy en día, mucha gente está lanzando música instrumental... y creo que es realmente genial que la gente pueda improvisar con la guitarra, el bajo y la batería. Una de las cosas principales es básicamente hacer versiones vocales sobre eso. Creo que va a ser realmente genial escuchar todas las diferentes versiones de eso".

## Lista de canciones
| N.º | Título                          | Duración |  |
| 1.  | «Recode»                        | 5:48     |  |
| 2.  | «Disruptor»                     | 3:49     |  |
| 3.  | «Aggression Continuum»          | 5:01     |  |
| 4.  | «Purity»                        | 3:55     |  |
| 5.  | «Fuel Injected Suicide Machine» | 5:35     |  |
| 6.  | «Collapse»                      | 4:24     |  |
| 7.  | «Manufactured Hope»             | 5:10     |  |
| 8.  | «Cognitive Dissonance»          | 4:41     |  |
| 9.  | «Monolith»                      | 3:36     |  |
| 10. | «End of Line»                   | 7:21     |  |

## Personal
- Dino Cazares - guitarra, bajo
- Mike Heller - batería